# Dyat'kovsky (huyện)
Huyện Dyat'kovsky (tiếng Nga: ? райо́н) là một huyện hành chính tự quản (raion), của Tỉnh Bryansk, Nga. Huyện có diện tích 1378 km², dân số thời điểm ngày 1 tháng 1 năm 2000 là 47500 người. Trung tâm của huyện đóng ở Dyat'kovo.